# Cneu Pinário Emílio Cicatricula Pompeu Longino
Cneu Pinário Emílio Cicatricula Pompeu Longino (em latim: Gnaeus Pinarius Aemilius Cicatricula Pompeius Longinus; m. 105), conhecido apenas como Cneu Pompeu Longino, foi um senador romano nomeado cônsul sufecto para o nundínio de setembro a outubro de 90 com Lúcio Álbio Pulaieno Polião. 

## Carreira
A partir dos elementos de seu nome polionímico, Olli Salomies sugeriu que Longino foi adotado. O historiador Arthur Stein sugeriu primeiro que seu pai biológico seria Pompeu Longino, um tribuno militar da Guarda Pretoriana em 69 mencionado no por Tácito, a mesma identificação proposta depois por Ronald Syme. Salomies concordou e acrescentou que o pai adotivo seria Cneu Pinário Emílio Cicatricula, procônsul da África em 80. Syme também propôs, com base no gentílico, que Longino seja oriundo da Gália Narbonense, mas Edward Dabrowa afirma que este mesmo critério também serviria para defender que sua origem seria a Hispânia.
Longino serviu como legado da Judeia entre 85 e 89 ao mesmo tempo que serviu como legado militar da X Fretensis, que na época estava estacionada em Jerusalém. Depois de seu consulado, em 90, Longino foi governador da Mésia Superior entre 93 e 96 e da Panônia entre 97 e 99.

## Guerra dácia
Durante a Segunda Guerra Dácia, Trajano nomeou Longino como um de seus generais. Em 105, apesar de algumas vitórias iniciais, a guerra já estava caminhando para um desastre para Decébalo. Apesar disso, Dião Cássio conta que os dácios quase conseguiram, com habilidade e engodos, a morte do imperador. Depois de diversas tentativas fracassadas, Decébalo decidiu convidar Longino para um encontro prometendo fazer tudo o que ele pedisse. Porém, quando Longino apareceu, Decébalo mandou prendê-lo e o interrogou para descobrir os planos de Trajano. Mesmo preso, Longino se recusou a responder. Furioso, Decébalo enviou um mensageiro a Trajano oferecendo trocar Longino pelo território já conquistado pelos romanos e por uma quantia em dinheiro equivalente ao custo da guerra até então. Dião Cássio conta a resposta do imperador: "Uma resposta ambígua foi devolvida, de natureza tal que não levasse Decébalo a acreditar que Trajano considerava Longino nem de grande importância e nem de pouca importância e cujo objetivo era, por um lado, evitar que ele fosse morto e, por outro, que ele fosse preservado à custa de termos excessivos".
Enquanto Decébalo considerava seu próximo passo, Longino executou seu próprio plano. Depois de conseguir veneno suficiente para tirar sua própria vida, ele primeiro buscou ajuda para garantir a segurança de um de seus libertos: ele escreveu uma carta a Trajano implorando para que ele aceitasse os termos oferecidos e convenceu Decébalo a permitir que este liberto a entregasse. Depois que ele partiu, Longino bebeu o veneno na mesma noite e conseguiu se matar. Decébalo enviou um centurião que havia sido capturado com Longino até Trajano oferecendo trocar o corpo de Longino e dez outros prisioneiros pelo liberto de Longino. Segundo Dião Cássio, "Trajano nem o enviou de volta e nem entregou o liberto, considerando sua segurança mais importante para a dignidade do Império do que o sepultamento de Longino".